# مجرة BDF-521
BDF-521 هي مجرة بعيدة ذات انزياح أحمر من z = 7.008 تقابل مسافة يقطعها الضوء ليصل إلى الأرض تبلغ 12.89 مليار سنة ضوئية.

## أنظر أيضا
- قائمة أجرام الكون الأكثر بعدا
- قائمة المجرات